# Tuula Sariola
Tuula Marjatta Sariola, född Korpela 7 december 1941 i Sääksmäki, är en finländsk pensionerad tulltjänstekvinna som åtalades för subventionsbedrägeri efter att ha medgett att hennes böcker som utgivits under 17 år egentligen var skrivna av journalisten och spökskrivaren Ritva Sarkola.
Sariola var gift med författaren Mauri Sariola.